# Karen Tovmasjan
Karen Tovmasjan (* 5. August 1990 in Jerewan, Armenische SSR, UdSSR) ist ein niederländischer Gewichtheber armenischer Herkunft.

## Leben
Der in Armenien geborene Tovmasjan begann im Alter von 14 in Amsterdam mit dem Kraftsport. Kurz vor seinem 16. Geburtstag nahm er 2006 zum ersten Mal an den Jugend-Europameisterschaften teil. 2008 wurde er bei einer Dopingkontrolle positiv auf Metandienon getestet und für vier Jahre gesperrt. 2013 nahm er als erster Niederländer an den Europameisterschaften der Aktiven in der A-Gruppe der besten zehn in der Klasse bis 85 kg teil. Er stellte im Reißen mit 148 kg einen neuen niederländischen Rekord auf, hatte aber im Stoßen keinen gültigen Versuch. Bei den Weltmeisterschaften im selben Jahr belegte er Platz 19. 2014 erreichte er bei den Europameisterschaften im Zweikampf den sechsten und im Reißen den vierten Platz.